# Koleč (zámek)
Zámek Koleč je barokní zámek ve stejnojmenné obci v okrese Kladno ve Středočeském kraji. Od roku 2016 je v zámku umístěno muzeum včelařství.

## Historie
Zámek byl postaven v letech 1711–1713 na místě původní tvrze ze 16. století. Majitelem panství byl rod Ubelliů ze Siegburgu, kteří v roce 1715 nechali vysvětit zámeckou kapli biskupem Danielem Josefem Mayerem z Mayernu, pozdějším arcibiskupem pražským. Po vymření kolečské linie Ubelliů v roce 1799 přešlo panství na spřízněnou rodu Bohušů z Otěšic.
Východní křídlo budovy tvoří zámecká kaple Nejsvětější Trojice, jenž byla rozšířená v letech 1898–1899 a sloužila k duchovním potřebám celé obce. Po roce 1918 zámek připadl pod správu státních statků Zvoleněves.
Po roce 1945 zámek připadl do majetku státního statku Zvoleněves. Po roce 1989 byl zámek prodán novým majitelům, kteří jej zřejmě měli v úmyslu využít pouze ke spekulativním účelům. Zámek použili jako zástavu pro získání bankovního úvěru a záměrně jej nechali chátrat, čímž se zámek dostal do havarijního stavu a zařadil se mezi nejohroženější památky Kladenska. V červenci 2008 došlo k nucené dražbě a zámek za částku přesahující 5 milionů korun získal Nadační fond Koleč, který zahájil nejzákladnější práce na jeho zabezpečení. Po obtížných začátcích se fondu podařilo získat dotace v řádu stovek tisíc korun ročně od ministerstva kultury či Státního zemědělského intervenčního fondu. Zámek dostal novou střechu a částečně byla opravena kaple, kde se konají svatby. V roce 2015 Nadační fond Koleč uspěl se žádostí o dotaci u Norských fondů a získal přes 16 milionů korun, za které bylo zrekonstruováno jedno křídlo zámku. V roce 2016 v něm bylo otevřené muzeum včelařství.

## Galerie

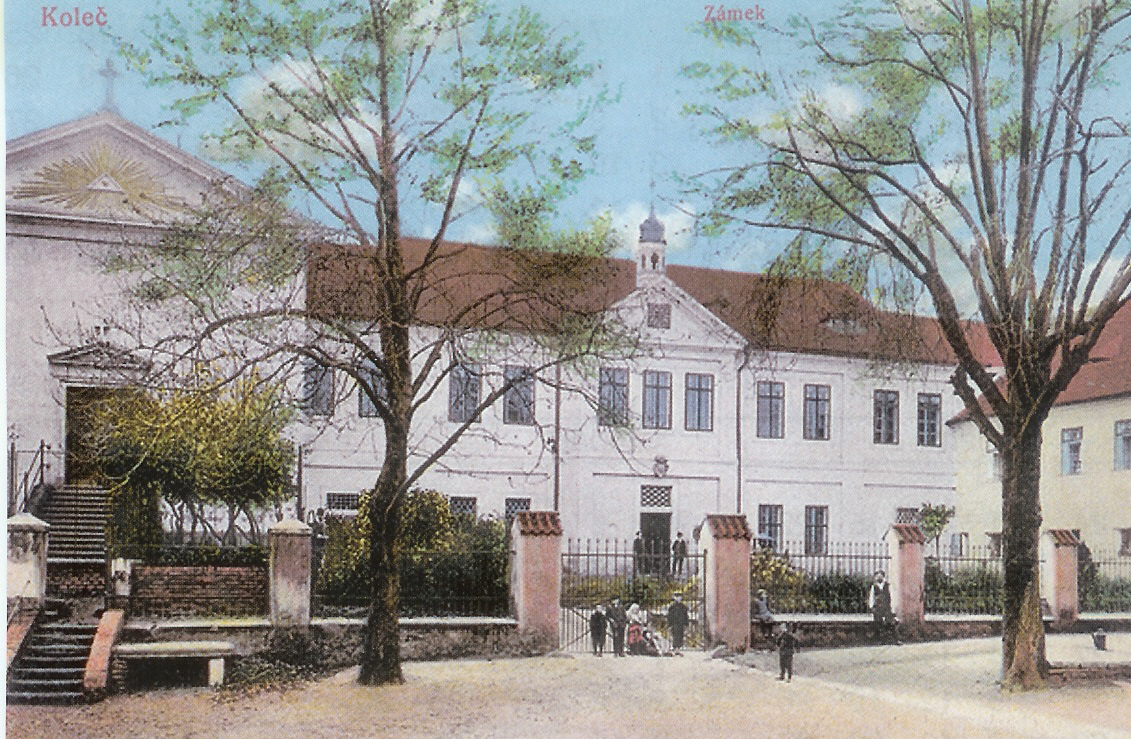
Zámek na staré pohlednici (kolem 1910)
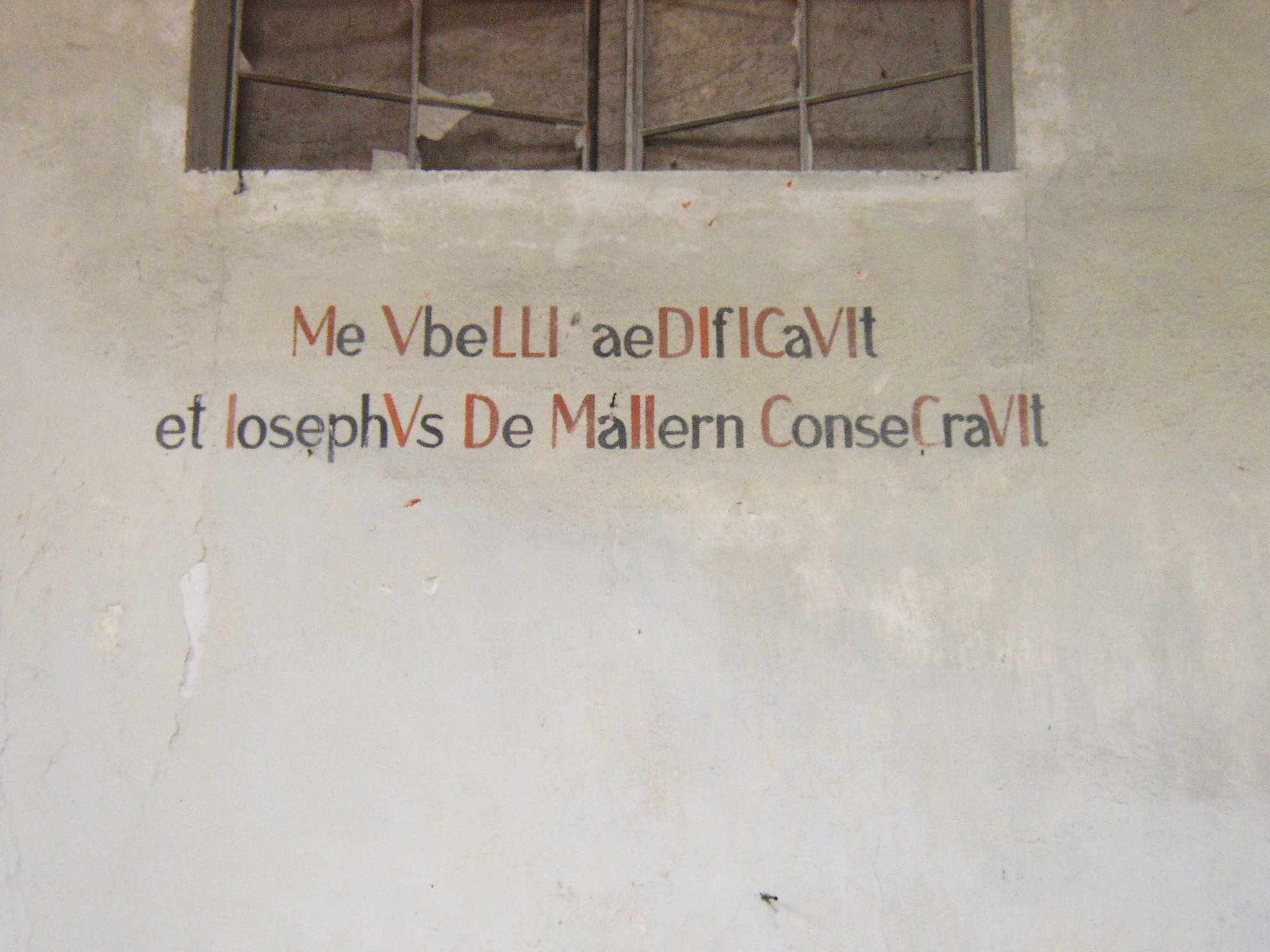
Latinský chronogram (2× 1714) uvnitř kaple Svaté Trojice upomínající na slavnostní vysvěcení v roce 1715.[ujasnit]